# Петелинский сельсовет (Липецкая область)
Петелинский сельсовет — сельское поселение в Чаплыгинском районе Липецкой области Российской Федерации.
Административный центр — село Новое Петелино.

## История
Статус и границы сельского поселения установлены Законом Липецкой области от 23 сентября 2004 года № 126-ОЗ «Об установлении границ муниципальных образований Липецкой области»

## Население
| 2010 | 2012 | 2013 | 2014 | 2015 | 2016 | 2017 |
| ---- | ---- | ---- | ---- | ---- | ---- | ---- |
| 389  | →389 | ↘369 | ↘352 | ↘338 | ↘329 | ↘320 |
| 2018 | 2021 |      |      |      |      |      |
| ↘312 | ↗388 |      |      |      |      |      |

## Состав сельского поселения
| №  | Населённый пункт         | Тип населённого пункта       | Население |
| -- | ------------------------ | ---------------------------- | --------- |
| 1  | Архангельское            | деревня                      | ↘1        |
| 2  | Борщевка                 | деревня                      | 28        |
| 3  | Борщевка Государственная | деревня                      | ↘6        |
| 4  | Горлово                  | село                         | ↘13       |
| 5  | Лисоградка               | деревня                      | 3         |
| 6  | Новое Петелино           | село, административный центр | ↘265      |
| 7  | Новосеменовка            | деревня                      | 20        |
| 8  | Скуратовка               | деревня                      | 3         |
| 9  | Старое Петелино          | село                         | 2         |
| 10 | Татищево                 | деревня                      | ↘48       |